# هراستووو
هراستووو (به بلغاری: Hrastovo) یک منطقهٔ مسکونی در بلغارستان است که در شهرستان کروموفگراد واقع شده‌است.